# Muhabbetiella quirozi
Muhabbetiella quirozi är en tvåvingeart som först beskrevs av Allen L.Norrbom 1994.  Muhabbetiella quirozi ingår i släktet Muhabbetiella och familjen borrflugor. Inga underarter finns listade i Catalogue of Life.